# Merionoeda unguicularis
Merionoeda unguicularis là một loài bọ cánh cứng trong họ Cerambycidae.